# Clasificación de la oración simple
Una oración simple es la que tiene un solo verbo o una perífrasis verbal. En términos de la gramática generativa, son las oraciones que están formadas por un único sintagma de tiempo. Las oraciones simples se pueden clasificar atendiendo a tres criterios diferentes: la estructura sintáctica, la diátesis y la morfología, la modalidad y la naturaleza semántica del predicado.

## Oración simple en español
Existen diversos modos de clasificar las oraciones simples del español. Tradicionalmente se han seguido criterios semánticos por encima de criterios sintácticos o morfológicos, de acuerdo con el análisis de la gramática tradicional. Sin embargo la gramática generativa ofrecería una clasificación diferente donde se concede más importancia a los criterios sintácticos o estructurales.

### Análisis de la gramática tradicional
Un criterio frecuentemente usado en gramática tradicional es el de que las oraciones simples pueden clasificarse en personales e impersonales. Esto obviamente no es un criterio sintáctico sino un criterio secundario de tipo semántico, a saber, la existencia o no de un argumento que pueda recibir la interpretación de agente o experimentador. Otra afirmación exagerada del análisis tradicional es suponer que toda oración personal constan de SN sujeto y un SV predicado:
Juan juega a la consola.
Aunque este análisis tradicional es engañoso porque algunas oraciones personales no admiten una segmentación bipartita, como sucede con las oraciones interrogativas:
¿Con quién fue María a la fiesta de Juan?
En esta oración el sujeto María parece rodeado por elementos que son parte del predicado, por tanto parece como si estuviera "dentro" del predicado. Esta es una de las razones por las cuales la descomposición sujeto-predicado ha sido abandonada en la lingüística generativa moderna.

#### Oraciones personales e impersonales
Sin embargo, a veces, es difícil distinguir las oraciones personales e impersonales por la dificultad de reconocer el sujeto. Existen varios tipos de sujeto:
- Sujeto explícito: es aquel sujeto que aparece expresamente en la oración. Ejemplo: Juan lee un libro.
- Sujeto elíptico: es el sujeto que no tiene una representación fonética explícita en la oración. Ejemplo: Leía un libro ('Yo' sería el sujeto omitido).
- Sujeto indeterminado: se refiere al sujeto que no puede determinarse porque no es nuestra intención revelarlo o por el mero desconocimiento del que habla. Robaron la tienda (No puede saberse con precisión quien fue o no se especifica quien lo hizo).

Además de los criterios semántico-fonológicos anteriores, la gramática tradicional distingue dentro de los sujetos de las oraciones varias posibilidades lógicas, también basadas en criterios semánticos de acuerdo al papel temático que recibe el sujeto sintáctico:
- Sujeto paciente: El sujeto paciente es aquel que recibe o padece la acción que realiza el verbo mediante un complemento agente. Ejemplo: Los detenidos están siendo trasladados a la comisaría (en este caso el complemento agente está omitido: "por los policías").
- Sujeto agente: Se refiere sujeto agente a aquel que realiza la acción del verbo. Es el sujeto que aparece en las oraciones activas. Ejemplo: Los policías detienen a los ladrones.
- Sujeto causativo: El sujeto causativo es aquel que no ejerce la acción de una manera directa pero que lo hace en su nombre o lo preside.Ejemplo: El Faraón levantó las Pirámides.
- Sujeto Compuesto: El Sujeto compuesto a aquel sintagma nominal de la oración que posee dos núcleos.Ejemplo: María y Luis aprobaron todos los exámenes.

Las oraciones impersonales son las que no tienen sujeto lógico ya que el verbo de que se trate no asigna ningún papel temático que pueda ser interpretado como sujeto de la acción verbal. Se clasifican en cuatro grupos:
- Unipersonales o naturales: cuyo verbo se refiere a fenómenos atmosféricos (llover, nevar, etc.). Ejemplo: Ayer por la tarde llovió. Se produce una excepción cuando estos verbos se utilizan en oraciones con sentido figurado, en tal caso, pueden llevar sujeto y, en consecuencia, formar oraciones personales. Así, en la oración Llovieron cartas de protesta, el SN cartas de protesta concuerda en número y persona con el verbo llovieron, es, pues, el sujeto sintáctico de esta oración personal.
- Gramaticalizadas: en las gramaticalizadas los verbos ser, hacer y haber se utilizan de forma impersonal. Ejemplo: Hay comida para ti en la mesa.
- Impersonales reflejas:son aquellas, en las cuales, la presencia del pronombre se impide la aparición del sujeto, y el verbo está necesariamente en tercera persona del singular. Ejemplo: En esta ciudad se vive muy bien. Estas oraciones son similares a la diátesis antipasiva. Se observa que en la oración anterior no podemos añadir un pronombre (él o ella) que concuerde con el verbo, en cambio, si suprimiéramos el pronombre se, resultaría una oración con sujeto elíptico(en esta ciudad él vive muy bien). Podemos decir, por tanto, que se es marca de impersonalidad.
- Impersonales ocasionales o eventuales: cuyo verbo está en 3ª persona del plural, pero se desconoce o se oculta el sujeto semántico, es decir, la persona que realiza la acción: Llaman a la puerta; hoy me han dado una buena noticia.

#### Según lamodalidad
La modalidad es la forma en que se manifiesta la actitud del hablante en los enunciados (sean o no oracionales). Frecuentemente el modo del verbo marcado en el verbo está asociado a esta actitud (realis, irrealis, mandato, etc.). En español las oraciones reales (hechos tenidos por ciertos) suelen expresarse en modo indicativo, mientras que las irreales (deseos, posibilidades, exhortaciones, dudas) frecuentemente se expresan en modo subjuntivo. La clasificación de las oraciones según la modalidad es por tanto:
- Enunciativas (Realis). El hablante informa de manera objetiva sobre un hecho o un acontecimiento. Predomina la función representativa o referencial.  
  - Afirmativas. Enuncian un hecho afirmándolo: Esta clase está recién pintada.
  - Negativas. Contiene un sintagma de negación que domina al sintagma verbal: Nunca [SV han pintado esta clase].
- No-enunciativas, que presentan los siguientes subtipos:
  - Exhortativas / imperativas. Expresan un ruego, mandato o prohibición. La función predominante es la conativa o apelativa. Llevan los verbos en imperativo (cuando la oración es afirmativa) o en presente de subjuntivo (Cuando la oración es negativa). Ejemplos:  Cierra la puerta, por favor., No des problemas.
  - Desiderativas. Expresan un deseo. Suelen introducirse por medio de palabras como ojalá, que, así, etc. Predomina la función expresiva o emotiva. Ejemplos: Así te parta un rayo, Ojalá llueva mañana.
  - Dubitativas. Expresan duda por medio de adverbios o locuciones adverbiales como quizás, acaso, tal vez, seguramente, etc. Predomina la función expresiva o emotiva. Ejemplos: Quizás no te guste el libro, Seguramente aprobaré / Seguramente apruebe, Tal vez hayan pintado las paredes.
  - Exclamativas. Expresan en forma exclamativa emociones o sentimientos del emisor (alegría, sorpresa, etc.) predomina la función expresiva o emotiva. Con frecuencia van introducidas por pronombres, adjetivos y adverbios exclamativos. Ejemplos: ¡Qué contento estoy!, ¡Son espantosas esas paredes!
  - Interrogativas. Formulan una pregunta. Predomina la función conativa o apelativa.
    - Parciales. El emisor pregunta por una parte del contenido de la oración. Se construyen con pronombres, adjetivos y adverbios interrogativos (quién, qué, dónde, cuándo, etc.). Ejemplo: ¿Cuándo vendrás a casa?
    - Totales. El emisor pregunta por la totalidad del contenido de la oración. la respuesta es Sí o No. Ejemplo: ¿Estás preparado?
    - Directas. Se formulan en forma interrogativa. Ejemplos: ¿Vendrás a casa?
    - Indirectas. Se formulan en forma enunciativa. Van introducidas por la conjunción si o por un interrogativo. Ejemplo: No sé dónde estará tu moto.

  - Realizativas. Son aquellas oraciones que no describen un estado de cosas sino que crean uno nuevo; realizan una acción. Por ejemplo: Te juro que no he sido yo, no describe la realidad, por lo que no puede juzgarse que sea verdadero o falso. Lo que hace es realizar un acto de jurar y crea un nuevo estado de cosas, un juramento.

#### Según la naturaleza del predicado
- Oración copulativa (o atributiva), si el predicado es nominal. Estos constan de un verbo que hace de cópula entre el sujeto y el atributo. Ejemplo: La chica es inteligente.
- Oración predicativa, con predicado verbal, es decir, con un verbo que no es copulativo.Ejemplo: la chica camina tranquilamente. Ser y estar como verbos predicativos

En ocasiones, ser y estar no actúan como verbos copulativos y, por tanto, las oraciones que forman son predicativas. Esto ocurre cuando ser y estar funcionan como verbos auxiliares en perífrasis verbales: América fue descubierta por Colón. cuando ser significa 'existir, suceder' y estar indica localización o permanencia: La fiesta será en mi casa (en mi casa = CC). Las oraciones predicativas activas pueden, a su vez, dividirse en:
- Transitivas o intransitivas, dependiendo de si llevan complemento directo o no, respectivamente.
- Reflexivas, si es el sujeto quien realiza y recibe la acción del verbo. Ejemplo: Juan se peina.
- Recíprocas, en las que los sujetos se intercambian la acción. Ejemplo: Juan y Elisa se intercambian cromos.

- Pasivas: se denomina oración pasiva aquella en que el verbo tiene forma pasiva, usualmente en esas oraciones el sujeto no tiene el papel temático de agente y se suele denominar sujeto paciente y el complemento frecuentemente es un complemento agente. Muchas oraciones admiten una oración en forma pasiva con la misma interpretación.
Oración Activa: Jaime lee un libro.
Oración Pasiva: El libro es leído por Jaime.
En esa oración el sintagma El libro es el sujeto paciente y por Jaime es el complemento agente. Sin embargo no todas las oraciones admiten un pasiva con el mismo sentido:
(a) Mucha gente lee pocos libros
(b) Pocos libros son leídos por mucha gente
Se aprecia que la interpretación más común de (b) no es el mismo que la de (a). Esto sucede en muchas oraciones con cuantificadores como muchos, pocos,..., etc.

#### Tipos de oraciones pasivas
- Pasiva analítica o pasiva perifrástica, con el verbo ser o estar funcionando como auxiliar en el tiempo de la activa, más el participio del verbo que se conjuga. La aparición del complemento agente no es estrictamente necesaria, aunque exista siempre en estructura profunda, y si aparece consiste en un sintagma preposicional con la preposición por, y menos frecuentemente de. Ejemplos: Las peras fueron comidas por Pedro (pasiva analítica) / Pedro comió las peras (activa).

- Pasiva sintética o pasiva refleja o pasiva con "se", con el morfema de pasiva se más un verbo en tercera persona; el complemento agente no suele aparecer de forma explícita. Por ejemplo: Se vende piso (pasiva sintética) = El piso es vendido por alguien (pasiva analítica).
  - Cuentan con un sujeto paciente.
  - El verbo (el núcleo del predicado) está en voz pasiva.
  - Poseen un complemento agente, aunque este puede no aparecer.
  - Ejemplo de oración pasiva: "Los alumnos fueron recibidos amablemente por sus profesores". Aquí se aprecia un sujeto paciente (los alumnos) que recibe la acción indicada por el verbo (recibir) y un complemento circunstancial agente (por sus profesores)que corresponde a quien o quienes realizan la acción del verbo en pasiva.

### Análisis de la gramática generativa

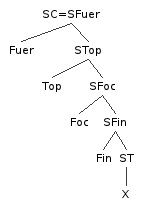
Representación como árbol sintáctico de la estructura interna del sintagma complementante o "periferia izquierda" de la oración de acuerdo con Rizzi (1997).

En gramática generativa las oraciones simples del español pueden clasificarse de acuerdo a su estructura sintáctica en:
- Oraciones que son la proyección de un sitagma de tiempo, este tipo incluye tanto las oraciones enunciativas, como oraciones con fuerza ilocutiva neutral (dubitativas, desiderativas, etc), en las que todos los elementos son constituyentes sintácticos de un sintagma de tiempo y tienen una fuerza ilocutiva neutra.
- Oraciones que son proyección de un sintagma complementante, este tipo incluye varios tipos en los que el sintagma de tiempo que necesariamente contiene la oración es jerárquicamente dependiente de un sintagma complementante asociado a la periferia izquierda, en este sintagma pueden aparecer elementos desplazados (como en el caso de la interrogativas e imperativas) o elementos enfáticos como en el caso de las exclamativas. Se pueden distinguir al menos los siguientes sutbtipos:
  - Las oraciones imperativas
  - Las oraciones exclamativas
  - Las oraciones interrogativas

En las oraciones enuncativas del español (sintagmas de tiempo) lo más frecuente es que el sujeto preceda al verbo:
(1a) Juan se compró un coche de segunda mano (enunciativa)
Aunque no siempre es así, ver por ejemplo, cierto tipo de verbos (me gustan los helados, venían muchas personas aquí). En los otros tipos de oración (sintagmas complementants) el orden frecuentemente aparece cambiado:
(1b) Cómpratei un coche de segunda mano, Juani
(1c) ¡Qué cochazo de segunda mano se compró Juan!
(1d) ¿Qué coche se compró Juan? Uno de segunda mano